# Соловйово (Казахстан)
Соловйо́во (каз. Соловьево) — село у складі Алтайського району Східноказахстанської області Казахстану. Адміністративний центр Соловйовського сільського округу.
Населення — 677 осіб (2021; 1301 у 2009, 1531 у 1999, 1622 у 1989).
Національний склад станом на 1989 рік:
- росіяни — 100 %